# Kumquats
Kumquats (Fortunella), im Singular Kumquat, auch Zwergorangen oder Zwergpomeranzen genannt, sind eine Pflanzengattung innerhalb der Familie der Rautengewächse (Rutaceae). Sie sind eng mit den Zitruspflanzen verwandt. Kumquat ist die englische Schreibung der kantonesisch-chinesischen Bezeichnung kam kwat (goldene Orange).
Die Frucht wird in der Regel mit Schale und Kernen gegessen; die Schale schmeckt eher herb-süßlich, das Fruchtfleisch säuerlich.

## Etymologie
Der Name „Kumquat“ leitet sich vom Kantonesischen kamkwat (金橘) ab, von dem kam „golden“ und kwat „orange“ bedeutet. Der Gattungsname Fortunella ehrt den Forschungsreisenden Robert Fortune.

## Beschreibung

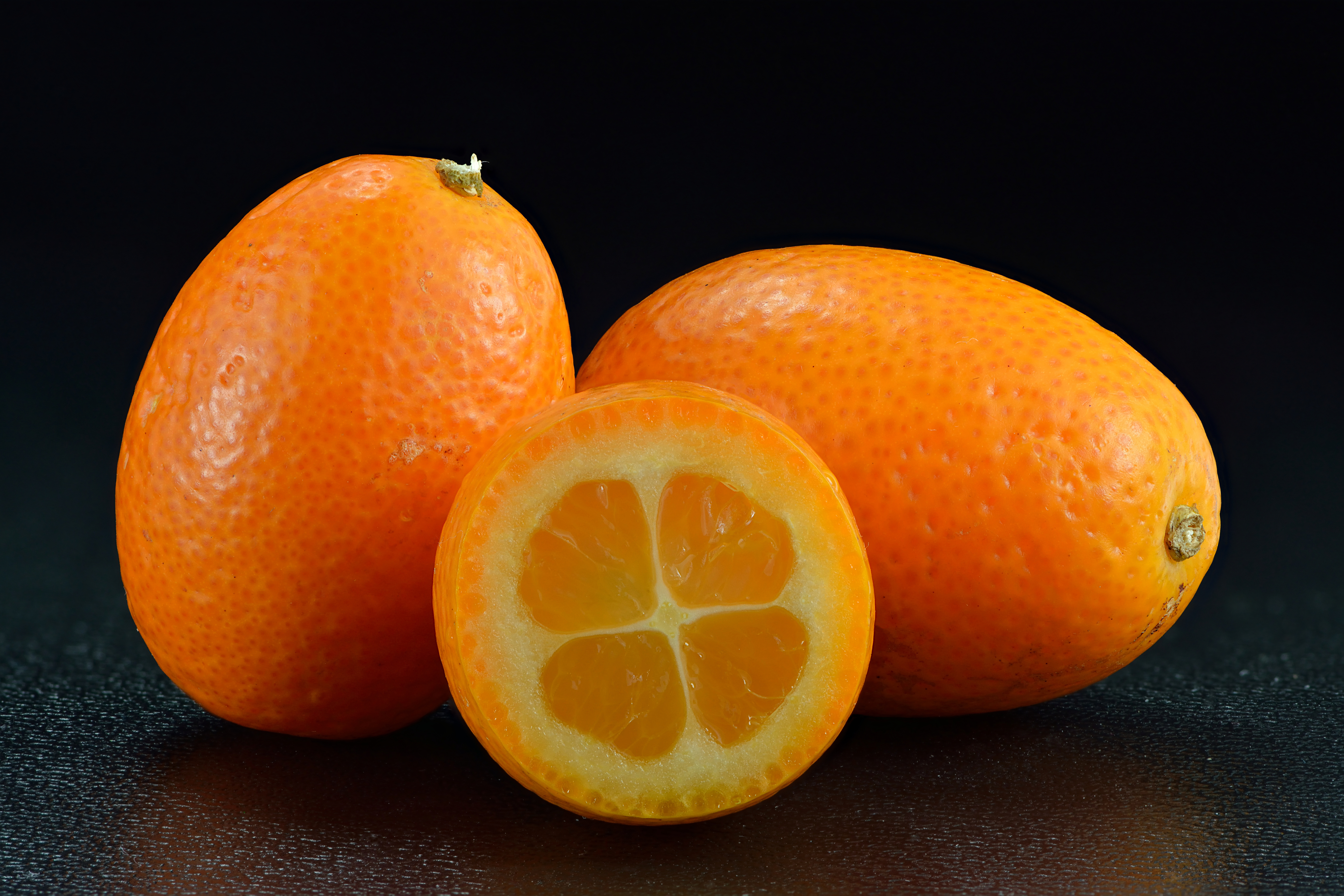
Kumquatfrüchte, geschlossen und geöffnet

### Vegetative Merkmale
Die Kumquat-Arten wachsen als immergrüne Sträucher oder kleine Bäume; sie wachsen langsam und erreichen Wuchshöhen von 2,5 bis 4,5 Meter. Die dichtverzweigten Äste haben wenige kleine Dornen.
Die wechselständig an den Zweigen angeordneten Laubblätter sind in Blattstiel und -spreite gegliedert und ähneln kleinen Manderinenblättern. Die Blattstiele können geflügelt sein. Die ganzrandigen bis gekerbten und ledrigen Blattspreiten (unifoliolate) sind dunkelgrün glänzend. Die Blüten sind weiß.

### Generative Merkmale
Die Blüten erscheinen achselständig, einzeln oder zu wenigen. Die Petalen sind dicklich und fleischig. Die süß duftenden und zwittrigen, kleinen weißen, ähnlich anderen Citrus-Blüten, Blüten sind fünfzählig mit doppelter Blütenhülle. Es sind einige (15–25) an der Basis verwachsene Staubblätter vorhanden. Der mehrkammerige Fruchtknoten ist oberständig. Die kopfige Narbe ist groß und scheibenförmig. Es ist ein Diskus vorhanden.
Die dickschaligen, mehrsamigen und glatten Früchte, Hesperidien (Beeren), der Kumquats sind birnen- bis eiförmig, rundlich oder ellipsoid mit bis zu 5 cm Länge, sie variieren in ihrer Farbe von dunkelorange bis goldgelb. Das säuerlich und zugleich süßlich schmeckende Fruchtfleisch ist in fünf bis sechs Segmente aufgeteilt, die relativ große, essbare, aber leicht bittere Kerne enthalten. Die Schalen sind essbar.

## Ursprung und Verbreitung
Kumquats stammen aus Asien und waren vermutlich in China heimisch, wo sie spätestens 1178 in der Literatur erwähnt werden. Die weltweite Verbreitung geschah durch den Anbau als Nutzpflanze. 1712 werden sie in Japan erwähnt und seit Mitte des 19ten Jahrhunderts auch in Europa und Nordamerika angebaut. Heute werden Kumquats weltweit in passendem Klima kultiviert, neben  Südostasien unter anderem in den USA (Kalifornien, Florida und Texas), Brasilien, Südeuropa oder auch Südafrika und Australien. Bekannt ist z. B. der Kumquat-Anbau in Korfu.

## Systematik
Die Kumquats (Fortunella) sind systematisch nicht von der Gattung der Zitruspflanzen (Citrus) zu trennen. Sämtliche Arten können unter dem Namen Citrus japonica in die Gattung Citrus eingegliedert werden. Die einzelnen Arten der Gattung Fortunella finden sich nicht wild wachsend, sondern sind alle Sortengruppen oder Sorten einer einzigen Art.
Manche Autoren unterscheiden folgende Arten in der Gattung der Fortunella:
- Fortunella crassifolia Swingle
- Hongkong-Kumquat (Fortunella hindsii (Champ. ex Benth.) Swingle)
- Marumi-Kumquat (Fortunella japonica (Thunb.) Swingle, Syn.: Citrus japonica Thunb.)
- Ovale Kumquat (Fortunella margarita (Lour.) Swingle)
- Fortunella obovata hort. ex Tanaka
- Fortunella polyandra (Ridl.) Tanaka

Daneben wurden auch Hybride gezüchtet; es gibt auch gattungsübergreifende Hybride Citrus × Fortunella, genannt Citrofortunella, zu welchen die Limequats gehören.

## Sonstiges

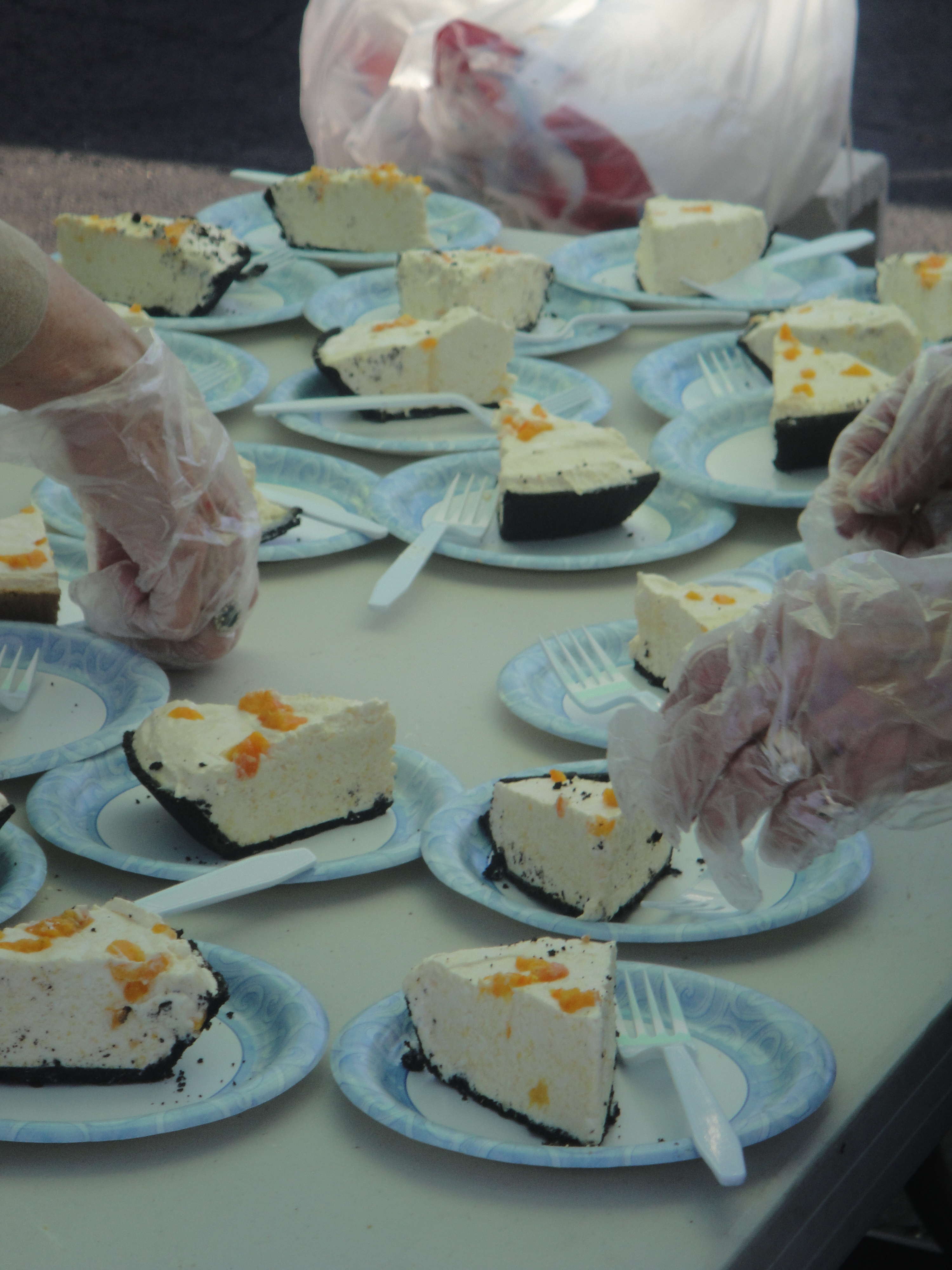
Kumquattortenstücke beim Kumquat-Festival in Dade City, Florida, 2011

Im US-Bundesstaat Florida findet jeden Januar in der Stadt Dade City ein Festival zu Ehren der Kumquats statt. Am Kumquat-Festival werden Torten, Marmelade und andere Desserts der Frucht verkauft. Das Festival lockt jährlich 10.000 Besucher nach Dade City.